# Ophrys aurelia
Ophrys aurelia is een Europese orchidee, gekenmerkt door een donkerbruine bloemlip en helroze kelkbladen.
De soort komt van nature voor in het kustgebergte rond de Golfe du Lion in Frankrijk en de Ligurische Zee in Italië.

## Naamgeving enetymologie
- Synoniemen: Ophrys bertolonii Moretti (1823) sensu R. Soca (2001), Ophrys bertolonii auct. non Moretti (1823) pro parte Ophrys saratoi E.G. Camus (1893)

De botanische naam van het geslacht Ophrys stamt uit het Oudgrieks en betekent 'wenkbrauw', wat zou moeten slaan op de behaarde lip. De soortaanduiding aurelia slaat op de Via Aurelia, de romeinse heerweg die door het verspreidingsgebied van deze soort loopt.

## Kenmerken

### Habitus
Ophrys aurelia is een overblijvende, niet-winterharde plant, tot 25 cm hoog, stevig gebouwd, met drie tot zes grote bloemen in een ijle aar.

### Bloemen
De bloemen zijn tot 28 mm groot, met roze lancetvormige kelkbladen met groene nerven, het bovenste rechtopstaand of lichtjes naar voor gebogen, de laterale wijd uiteenstaand. De bovenste kroonbladen zijn korter en smaller, met gegolfde randen, feller roze tot rood gekleurd.
De lip is tot 15 mm lang, bijna vlak tot licht convex, bedekt met donkerbruine fluweelachtige beharing die langer wordt naar de randen toe. Het speculum is een ongedeelde vlek, breder dan lang, op de onderste helft van de lip gelegen, blauw of violet gekleurd met een smalle witte rand. Het aanhangseltje is breed, naar voor gericht en in een V-vormige inkeping van de lip gelegen. Het gynostemium draagt een korte bek. Het basaal veld heeft dezelfde kleur als de lip.
De bloeitijd is van midden april tot begin juni.

## Voortplanting
Een bekende bestuiver van Ophrys aurelia is de bij Chalicodoma parietina.
Voor details van de voortplanting, zie spiegelorchis.

## Habitat
Ophrys aurelia geeft de voorkeur aan droge, kalkrijke bodems op zonnige plaatsen, zoals kalkgraslanden, garrigues, en oude landbouwterassen. In middelgebergtes komt de soort voor tot op hoogtes van 700 m.

## Verspreiding en voorkomen
Ophrys aurelia heeft een zeer beperkt verspreidingsgebied, de soort is praktisch endemisch voor de kustgebergtes van de Golf van Lion en de Ligurische Zee tot aan het schiereiland van Portofino. In Frankrijk is ze te vinden in de departementen Gard, Drôme, Ardèche, Bouches-du-Rhône, Var en Alpes-Maritimes. Naar het oosten tot in Ligurië.

## Verwantschap en gelijkende soorten
Ophrys aurelia wordt binnen het geslacht Ophrys in een sectie Bertoloniorum geplaatst samen met enkele zeer gelijkende soorten die in in hetzelfde leefgebied voorkomren.
Ze kan van deze soorten onderscheiden worden door de relatief vlakke bloemlip, het laag op de lip gelegen speculum en het aanhangseltje dat in een diepe, V-vormige inkeping gelegen is.

## Bedreiging en bescherming
Ophrys aurelia is in Frankrijk beschermd op nationaal niveau.
De soort heeft erg te lijden onder de urbanisatie van zijn biotopen.